# (20086) 1994 LW
1994 أل دابليو (ويعرف أيضًا باسم (20086) 1994 أل دابليو وفق تسمية الكوكب الصغير) (بالإنجليزية: 1994 LW)‏ هو كويكب ضمن حزام الكويكبات؛ وترتيبه 20086 من حيث الاكتشاف.
اكتُشف هذا الجُرم الفلكي بواسطة روبرت إتش ماكنوت في 12 يونيو 1994.

## وصلات خارجية
- (20086) 1994 LW في قاعدة بيانات مختبر الدفع النفاث لأجرام النظام الشمسي الصغيرة

- الاكتشاف · مخطط المدار ·  العناصر المدارية · المعلمات المادية

- (20086) 1994 LW على موقع ويكي سكاي: DSS2, SDSS, GALEX, IRAS, Hydrogen α, X-Ray, Astrophoto, Sky Map, Articles and images